# Ziektewinst
Ziektewinst is de hypothese die stelt dat een patiënt een voordeel behaalt uit ziek zijn of het hebben van psychische klachten. De termen primaire en secundaire ziektewinst werden geïntroduceerd door Sigmund Freud in het boek Einführung in die Psychoanalyse (1916-1917). Ziektewinst kan er voor zorgen dat een patiënt het ziektegedrag in stand blijft houden, waardoor het herstel wordt belemmerd of de ziekte verergert.
In tegenstelling tot bij een nagebootste stoornis, waarbij de patiënt een ziekte veinst, is er bij ziektewinst sprake van een werkelijke ziekte.  

## Primaire ziektewinst
Onder primaire ziektewinst wordt verstaan dat een patiënt onbewust interne bevrediging ondervindt in diens ziekte (intrapsychische winst). Doordat iemand ziek is, wordt het mogelijk om andere problemen in diens leven te negeren of vermijden. Primaire ziektewinst wordt ook wel omschreven als een "interne onbewuste destructieve vorm van winst" en 'ziekteverlies' genoemd.

## Secundaire ziektewinst
Secundaire ziektewinst verwijst naar materiële en immateriële voordelen die een patiënt verkrijgt. Secundaire ziektewinst is de tegenhanger van primaire ziektewinst en verwijst naar de interpersoonlijke en sociale winst. Dit kan bijvoorbeeld gaan om het niet hoeven uitvoeren of hervatten van werkzaamheden, het krijgen van aandacht, het behouden of verkrijgen van een uitkering, het aanspraak kunnen maken op bepaalde rechten of het krijgen van strafvermindering. Secundaire ziektewinst kan zowel bewust als onbewust plaatsvinden.
Secundaire ziektewinst werd opgenomen in de DSM-IV (1984) waarin het werd omschreven als "externe voordelen worden verkregen of schadelijke plichten of verantwoordelijkheden worden ontdoken".
Uit onderzoek bleek dat bij een anonieme ondervraging van nieuw aangemelde patiënten bij psychiatrische poliklinieken 40% van de personen aangaf een bewust nevenmotief te hebben. Patiënten met een nevenmotief hebben beduidend slechtere behandelresultaten dan patiënten zonder nevenmotieven.

## Tertiaire ziektewinst en quartaire ziektewinst
Naast primaire en secundaire ziektewinst wordt er in mindere mate ook gesproken over tertiaire en quartaire ziektewinst. Tertiaire ziektewinst verwijst naar de voordelen die de omgeving kan halen uit het feit dat een persoon ziek is. Quartaire ziektewinst verwijst naar de voordelen die beroepsbeoefenaars behalen uit ziekten. Het kan hier gaan om bijvoorbeeld welzijnsorganisaties, medische specialisten, advocaten en journalisten die op een bepaalde manier profijt behalen uit het bestaan of behandelen van ziekten.